# Kvarteret Neptunus, Östermalm

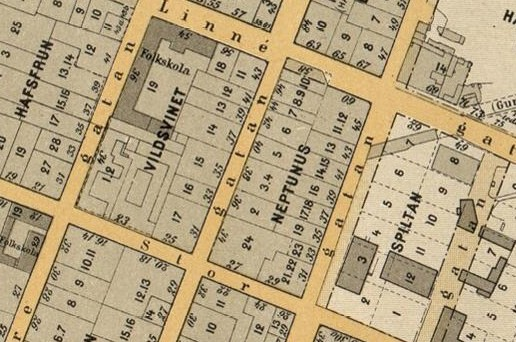
Kvarteret Neptunus på Alfred Bentzers Stockholmskarta från 1899.

Kvarteret Neptunus är ett kvarter på Östermalm i Stockholm. I kvarteret finns bland andra en bostadsfastighet Neptunus 26 byggd 1935-1936 och en kontorsfastighet Neptunus 31 byggd 1953-1957.

## Kvarteret

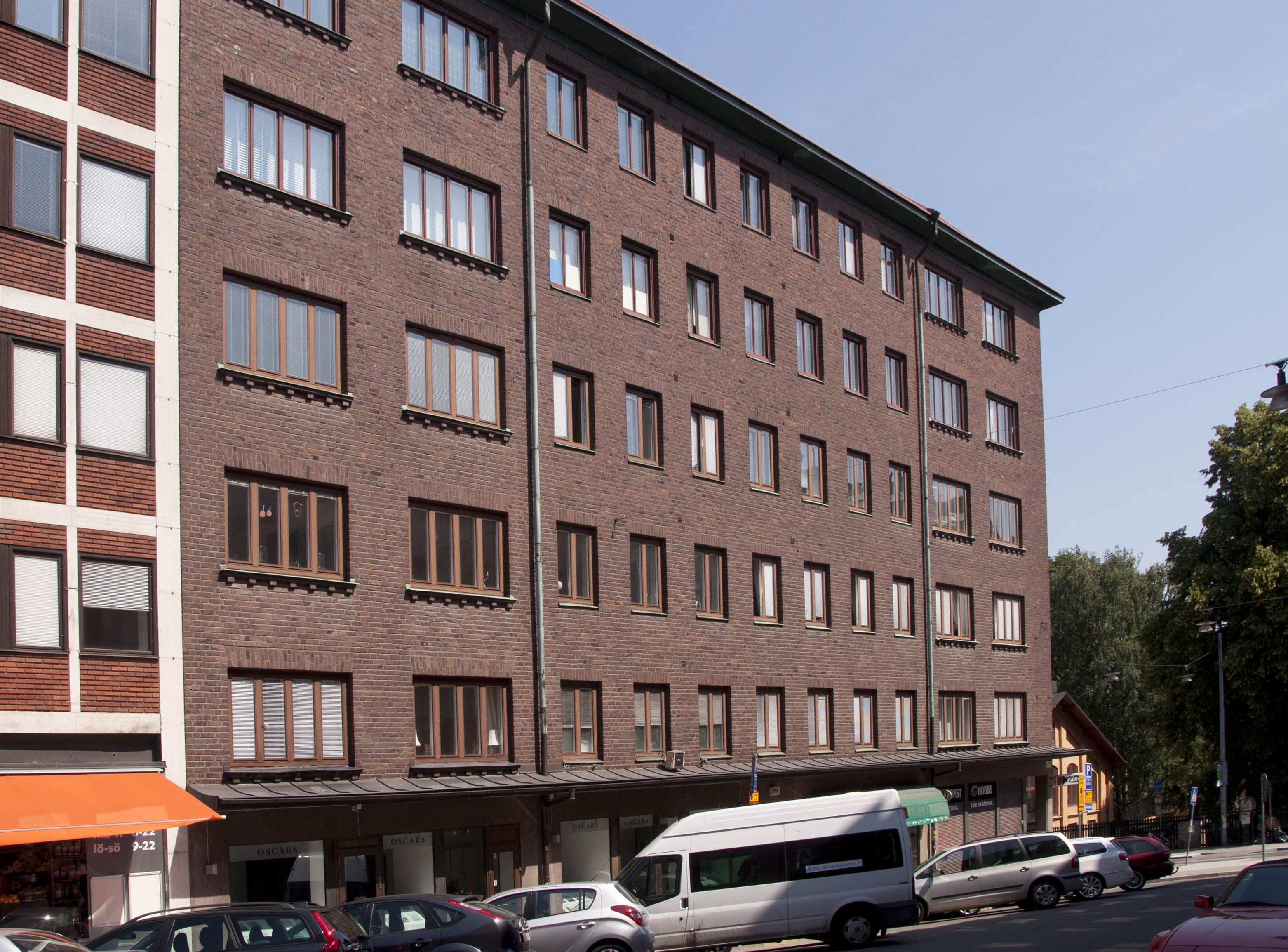
Neptunus 26, från Storgatan, 2010.

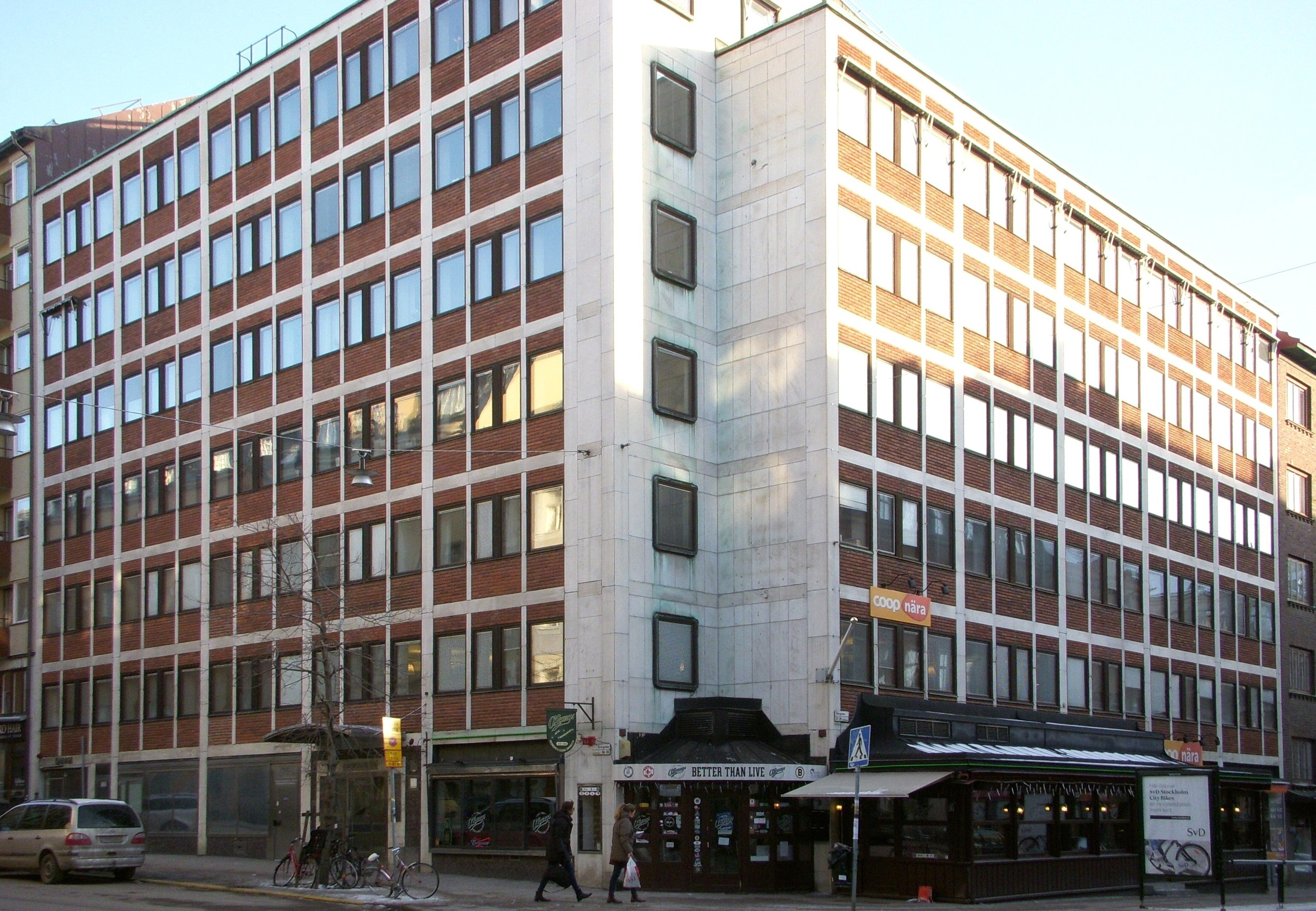
Neptunus 31, från Storgatan/Grevgatan, 2012.

Kvarteret Neptunus omges av Storgatan i syd, Styrmansgatan i öst, Linnégatan i norr och Grevgatan i väst. Kvarteret fick sitt namn efter neptunus, havsguden och sjömännens gud i den romerska mytologin. Namnet quarteret Neptimus är dokumenterat sedan 1654. Även i Gamla stan finns ett kvarter med samma namn, då med tillägget "större" (se Kvarteret Neptunus större).

## Fastigheten Neptunus 26
En äldre fyravåningsbyggnad som fanns här revs 1935 för att ge plats åt ett större bostadshus i sex våningar ritad av arkitekt Hjalmar Westerlund. Fasaden gestaltades strikt i rött tegel, mot Styrmansgatan anordnades balkonger, i bottenvåningen finns butiker. Mot gården är fasaderna putsade. Fastigheten Neptunus 26 var den första längs Storgatans norra sida som flyttades sex meter längre in på tomten, eftersom Storgatan skulle breddas från 12 till 18 meter. 1953 följde grannhuset Neptunus 31 denna stadsplan.

## Fastigheten Neptunus 31
På platsen Storgatan 27 fanns fram till 1953 ett lägre 1700-talshus som innehöll Schröders bageri och konditori. Det var Stockholms äldsta privatägda bageri, vars förste ägare hette Joachim Christoffer Schröder.
Nuvarande kontorsbyggnad invigdes 1957. Beställare var Allmänna livförsäkringsbolaget Oden som anlitade arkitekt Ernst Grönwall.  Han ritade två inbördes förskjutna byggvolymer med sex respektive sju våningar. Fasaden mot gatan består av rött tegel med partier av vit marmor och trä som bildar tillsammans ett för huset typiskt rutmönster. Mot gården använde han gult tegel. I bottenvåningen finns en av  O'Learys restauranger (2012) och butiker. Tidigare låg den franskbetonade restaurangen La Brochette här.

## Historiska bilder

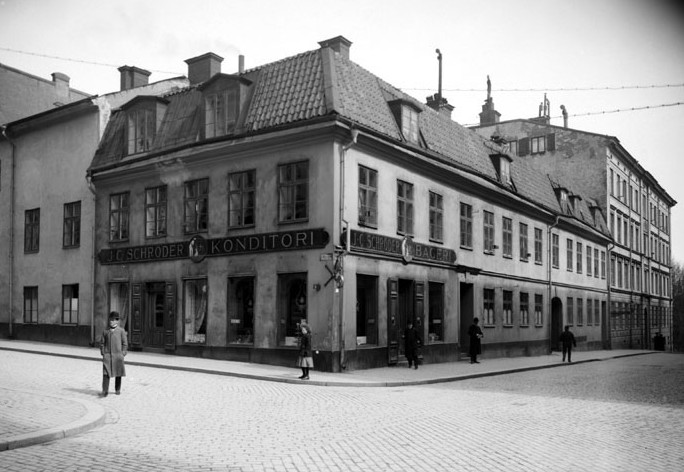
Hörnet Storgatan/Grevgatan, 1908
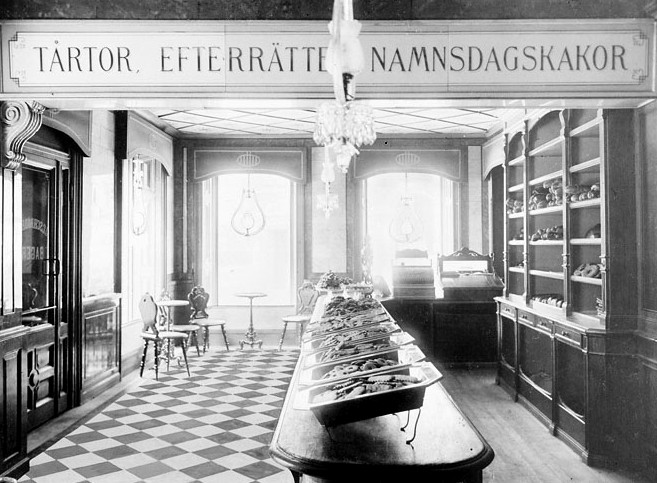
Schröders bageri, interiör 1953
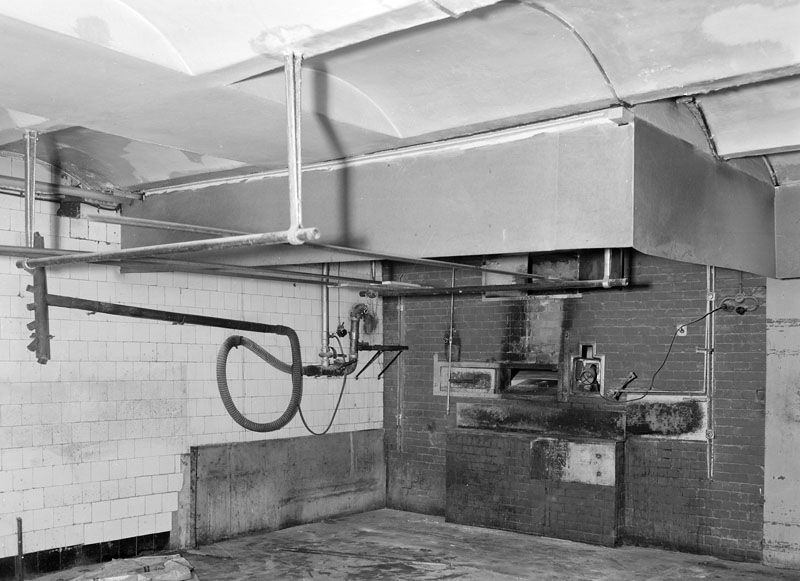
Schröders bageri, ugn 1953